# Le Morne-Rouge
Le Morne-Rouge is een gemeente in Martinique en telde 4.795 inwoners in 2019. De oppervlakte bedraagt 37,64 km². Het ligt ongeveer 20 km ten noorden van de hoofdstad Fort-de-France. De vulkaan Mount Pelée bevindt zich in de gemeente.

## Geschiedenis
Le Morne-Rouge betekent kleine rode berg en refereert naar de rode kleur van het vulkanisch gesteente. Met een hoogte van 450 meter is het de hoogste nederzetting in Martinique.
In 1654 was de plaats gesticht door Nederlanders en Joden die uit Nederlands-Brazilië waren verdreven. In 1889 werd het een zelfstandige gemeente, maar in 1891 werd het getroffen door een orkaan. In 1902 werd Le Morne-Rouge volledig verwoest door de uitbarsting van Mount Pelée en vielen er ongeveer 1.000 doden. In de jaren 1920 werd Le Morne-Rouge weer opgebouwd. Het is een agrarische gemeenschap die voornamelijk bananen, ananassen, en bloemen produceert.

## Maison des Volcans
In 1991 werd Maison des Volcans, een museum over Mount Pelée geopend en geeft een overzicht van de vulkaan en diens uitbarsting in 1902. Het museum werd geopend door Maurice en Katia Krafft die later dat jaar om het leven kwamen tijdens de uitbarsting van de Unzen vulkaan in Japan.

## Galerij

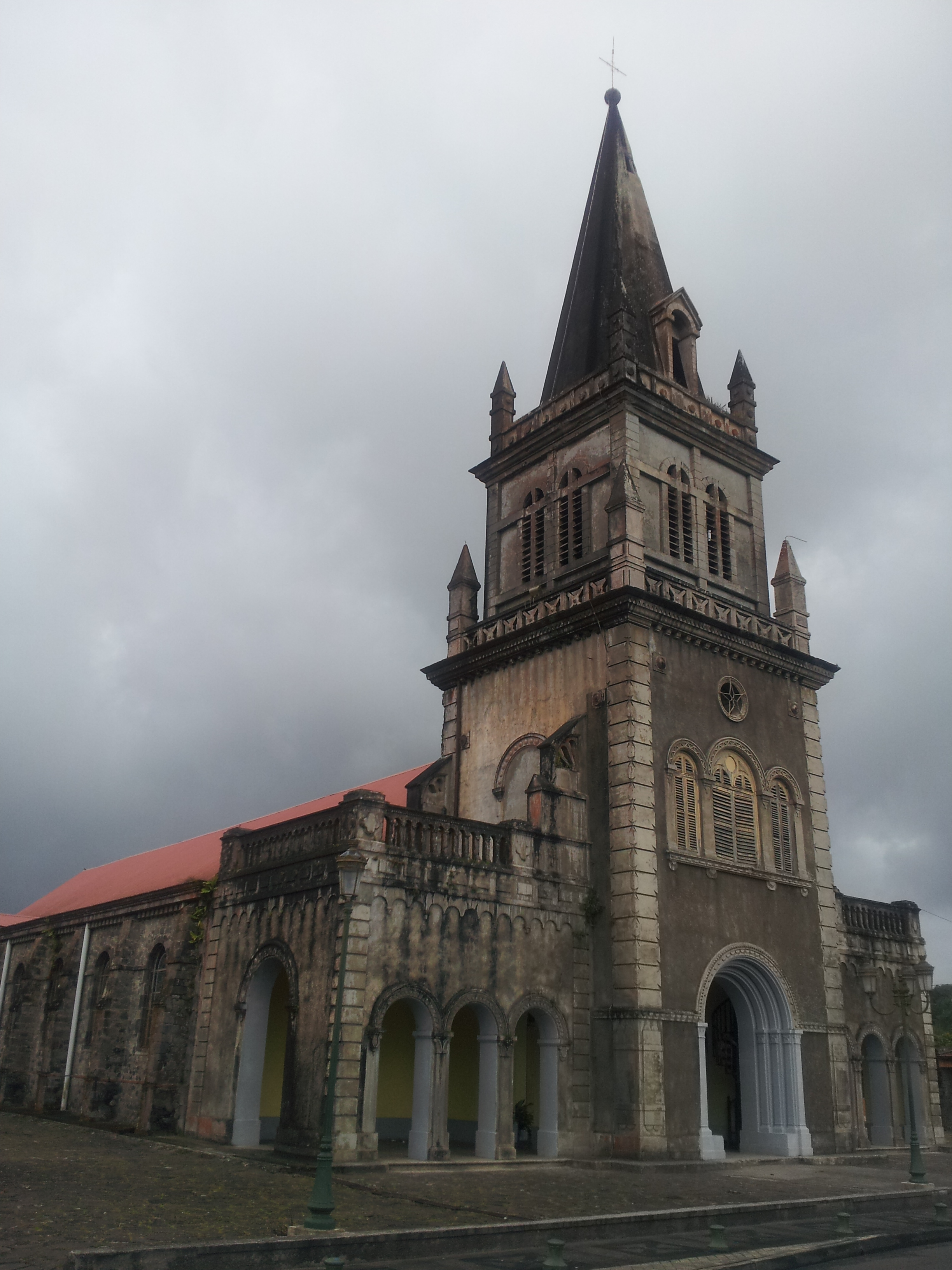
Kerk van Le Morne-Rouge
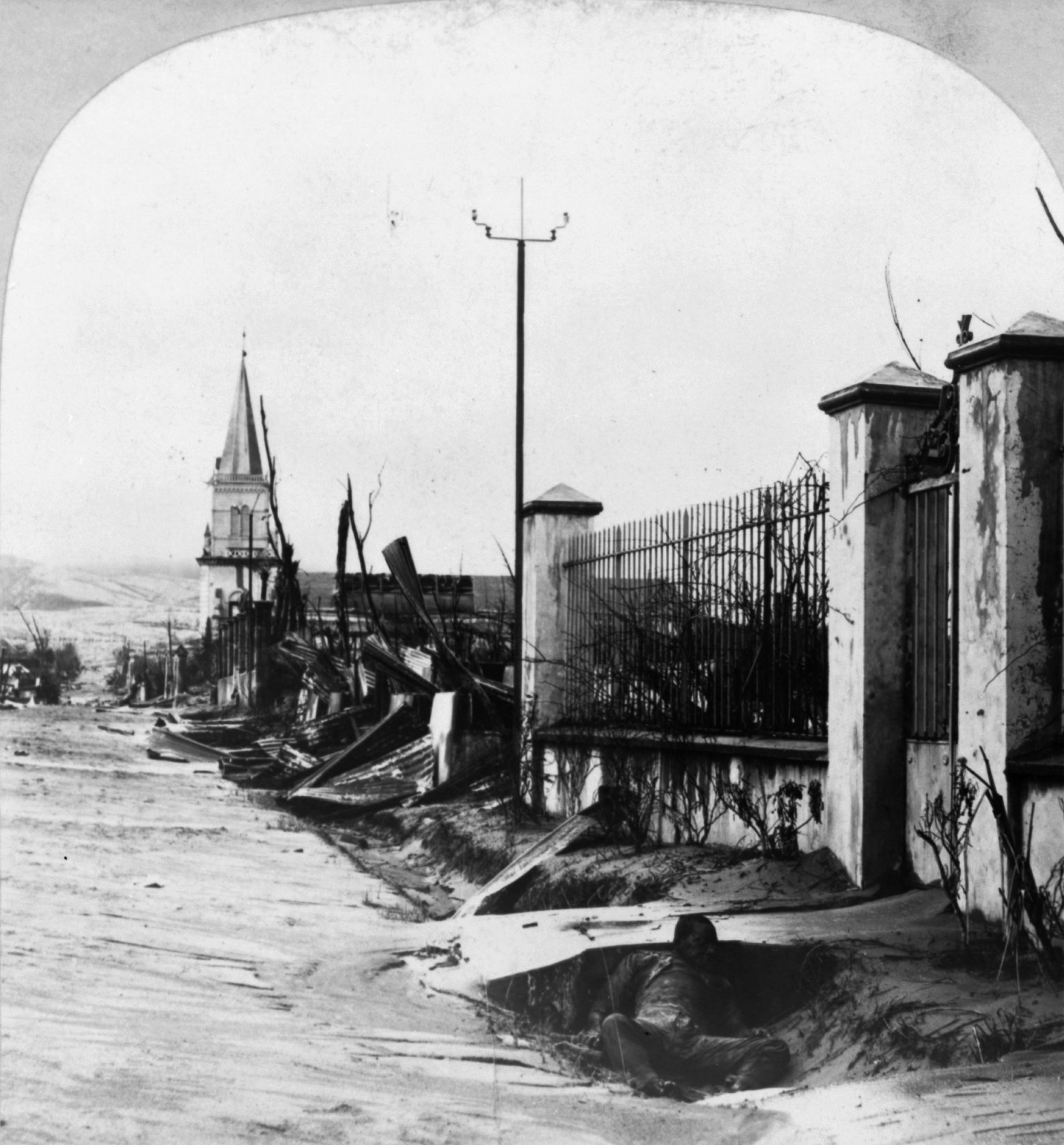
Le Morne-Rouge na de uitbarsting van Mount Pelée (1902)
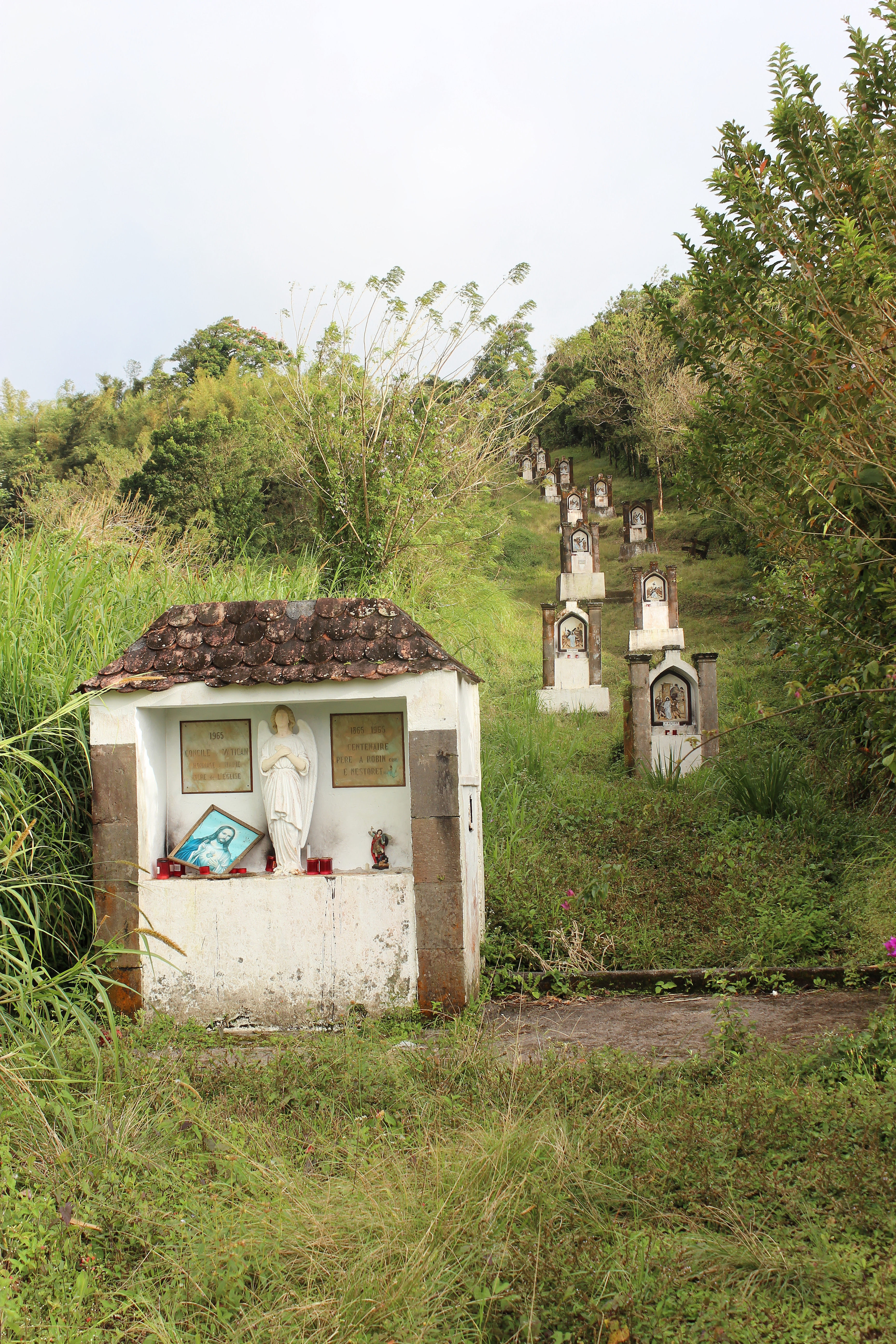
Calvaries in Morne-Rouge
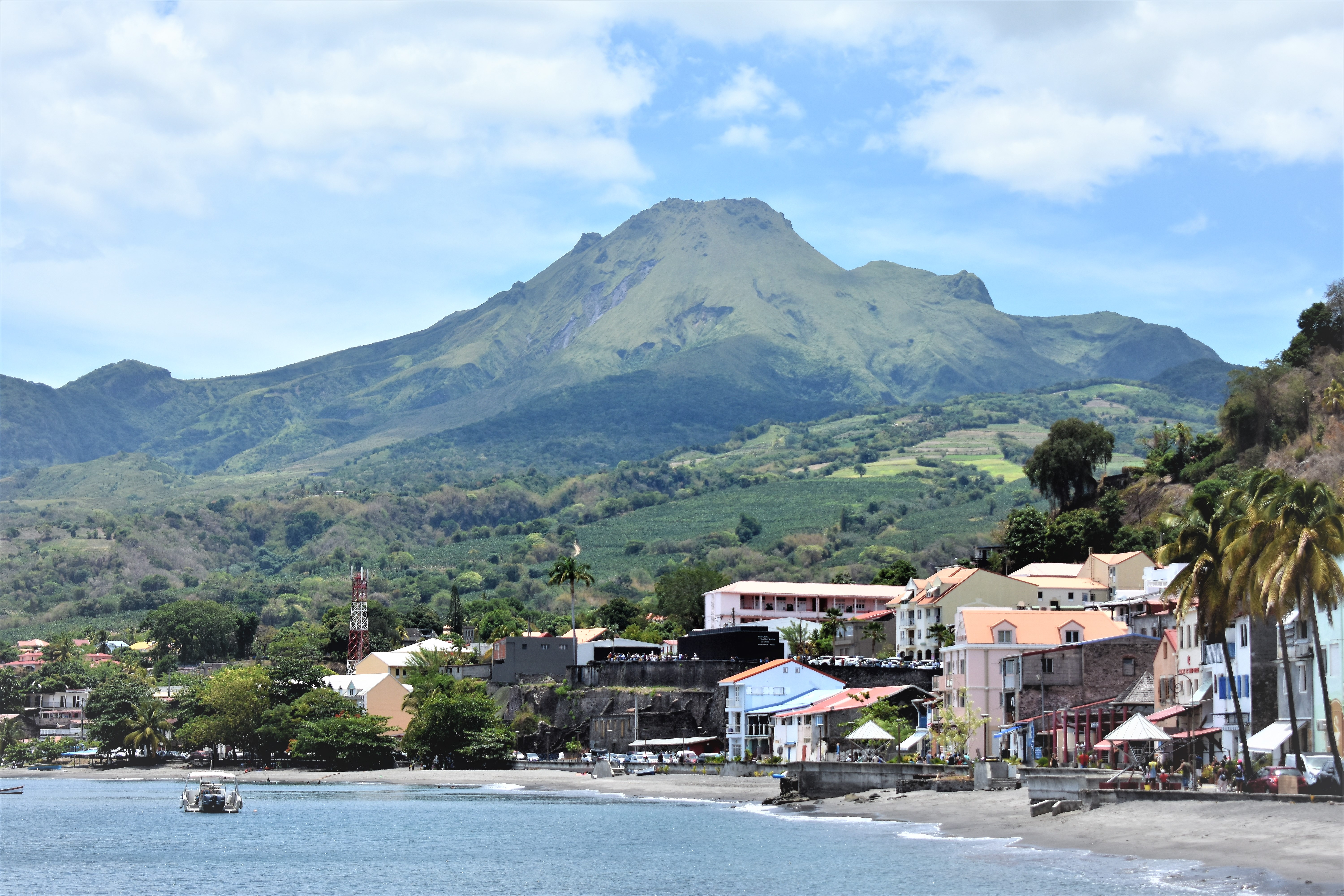
Mount Pelée gezien vanaf Saint Pierre aan de kust

- Bibliothèque nationale de France: cb15090549f (data)
- Virtual International Authority File: 123559725
- WorldCat: E39PBJfMkpfk87vj96G6M4bjmd

L'Ajoupa-Bouillon · Les Anses-d'Arlet · 
Basse-Pointe · Bellefontaine · 
Le Carbet · Case-Pilote · 
Le Diamant · Ducos · 
Fonds-Saint-Denis · Fort-de-France · Le François · 
Grand'Rivière · Le Gros-Morne · 
Le Lamentin · Le Lorrain · 
Macouba · Le Marigot · Le Marin · Le Morne-Rouge · Le Morne-Vert · 
Le Prêcheur · 
Rivière-Pilote · Rivière-Salée · Le Robert · 
Saint-Esprit · Saint-Joseph · Saint-Pierre · Sainte-Anne · Sainte-Luce · Sainte-Marie · Schœlcher · 
La Trinité · Les Trois-Îlets · 
Le Vauclin